# Erin Marie Hogan
Erin Marie Hogan, née le 22 septembre 1985 à Saint-Louis dans le Missouri, est une actrice américaine spécialisée dans les films d'horreurs et les films érotiques.

## Filmographie
- 2002 : A Gathering (court métrage) : l'invitée
- 2003 : Spot: A Sign of the Times (court métrage) : Sara
- 2004 : Dial 'M' for Hobo (court métrage) : la colocataire à la tronçonneuse
- 2005 : Souls of Dancers
- 2005 : Mistaken Love Stories, Part II (court métrage) : Lindsay
- 2005 : Red Ink (court métrage) : Kat
- 2006 : A Cure (court métrage) : Susan
- 2007 : Abbey of Thelema : Mary Butts
- 2007 : Hit and Run (court métrage vidéo) : Tracy
- 2007 : Halloween Heist: The Chronicles of Clownwoman (court métrage vidéo) : Rita, la femme clown
- 2008 : Stiletto Kitten (court métrage) : Lena
- 2008 : Academy of Doom : Katrina
- 2008 : Say Goodnight : Lydia
- 2009 : Paranormal Entity (vidéo) : Samantha Finley
- 2010 : 6 Guns (vidéo) : Scarlet
- 2010 : Nirvana (court métrage)
- 2010 : Spacebong Beach Babes : Alison
- 2010 : System Error (court métrage) : Tina
- 2010 : The Confined (court métrage) : Jackie
- 2010 : Relinquish (court métrage) : Alex
- 2010 : Just a Nibble (court métrage) : Amy Quartz
- 2011 : Zombies and Assholes (court métrage) : Katlin
- 2011 : 1000 Ways to Die (série télévisée documentaire) : Wendy  (2 épisodes)
- 2011 : FemVamp.Com (série télévisée) : Layla
- 2011 : Femme Fatales (série télévisée) : Emily
- 2011 : Kill Kill (court métrage vidéo) : la serveuse
- 2011 : The Battle of Hogwarts (série télévisée)
- 2011 : The Theatre Bizarre
- 2012 : Agent Steele (court métrage) : Veronica
- 2012 : Amour, Gloire et Beauté (The Bold and the Beautiful) (série télévisée)
- 2012 : Hold Your Breath : Natasha
- 2013 : Axeman at Cutter's Creek : Liz
- 2013 : 7 Lives Exposed (série télévisée) : Julia (4 épisodes)
- 2012-2014 : Paul Goetz's Last Ditch Effort (série télévisée) : Sandy Berkins (8 épisodes)
- 2014 : Beyond Justice : Amanda Torres
- 2014 : House of Manson : Linda Kasabian
- 2015 : Women in Horror Month: Massive Blood Drive (court métrage) : Cultiste
- 2015 : Evil Within : Bettina
- 2015 : Ray Donovan (série télévisée) (5 épisodes)
- 2016 : 2 Jennifer : Jennifer Johnson
- 2016 : The Bet : Kayley Listwan
- 2016 : Dwelling : Ellie
- 2016 : An Evil Curiosity (court métrage) : Alma
- 2017 : Two Faced : Josie